# Aoudaghost
Koordinaten: 17° 25′ 28″ N, 10° 24′ 37″ W

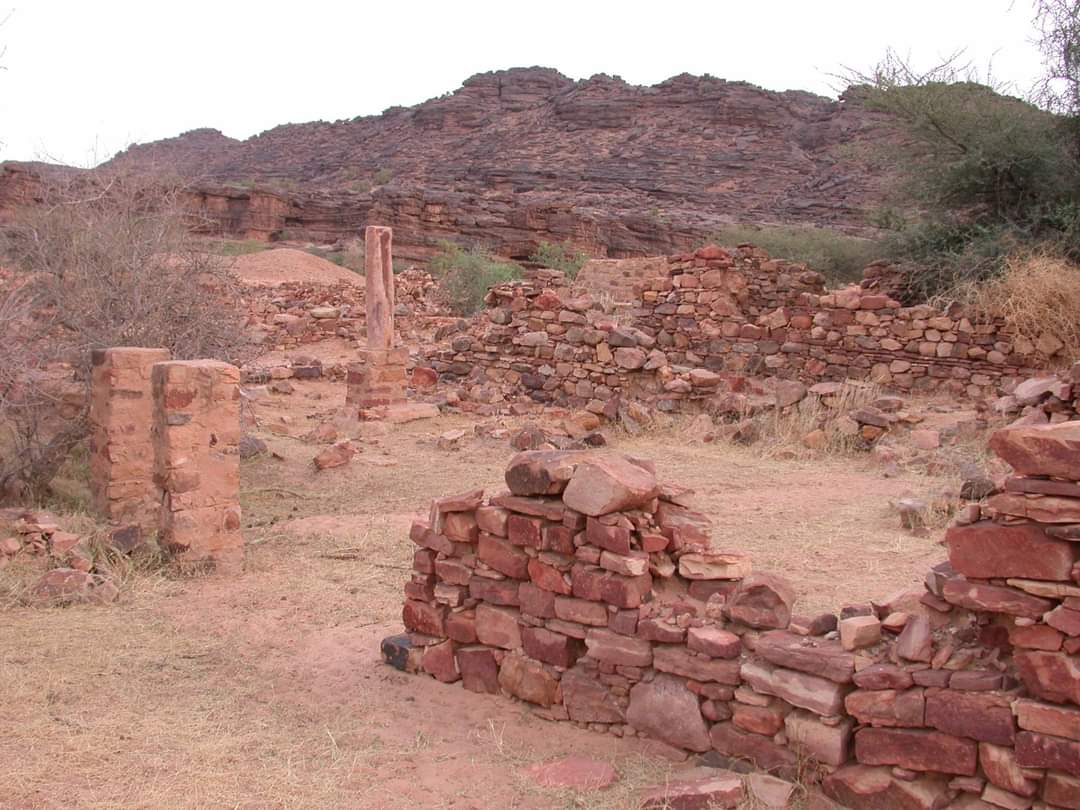
Archäologische Fundstätte Tegdaoust (Aoudaghost)

Aoudaghost (arabisch أوداغوست, DMG Audaġust, französisch Aoudaghost, auch Awdaghost, heute Tegdaoust, Tiġdaust) war eine wichtige Handelsstadt im mittelalterlichen Westafrika. Sie liegt in der westlichen Sahara im heutigen Südosten Mauretaniens. Felsmalereien sprechen für eine erste Besiedlung in vorchristlicher Zeit, die Blütezeit der Oasenstadt lag etwa zwischen dem 9. und 11. Jahrhundert.

## Lage
Nach den Itinerarien arabischer Geografen wie Ibn Hauqal im 10. und al-Bakri im 11. Jahrhundert ist Aoudaghost im Südosten Mauretaniens zu suchen. 1927 lokalisierte der französische Lieutenant Boëry den Ort mit Tiġdaust in der Verwaltungsregion Tagant, was später von Théodore Monod bestätigt wurde. Die Ruinenstätte befindet sich halbwegs zwischen Kiffa und Tichitt an einer nicht asphaltierten Straße. Sie liegt etwa 200 Kilometer nordwestlich von Koumbi Saleh, der mutmaßlichen Hauptstadt des Ghana-Reiches.

## Geschichte
Aoudaghost wurde möglicherweise um das 5. Jahrhundert oder im 7. Jahrhundert von einem Fürsten der Lamtuna gegründet, einer Stammesgruppe der berberischen Sanhadscha. Der im 11. Jahrhundert blühende Handelsort lag an der am weitesten im Westen gelegenen Route für den Transsaharahandel zwischen dem schwarzafrikanischen Sudan im Süden und dem Maghreb. Die Route führte über Koumbi Saleh bis zum Bouré-Goldfeld am Oberlauf des Niger im heutigen Guinea. Die frühesten Fundstücke, die Handelskontakte mit dem islamischen Norden (Ifrīqiya) belegen, sind glasierte Tonwaren und Halbedelsteine aus dem 9. Jahrhundert.
Zusammen mit der Hauptstadt von Ghana war Aoudaghost im 10. und 11. Jahrhundert der bedeutendste Handelsort der Region im Süden; nördlich der Sahara war Sidschilmasa (Siğilmāsa) im Gebiet von Tafilet im Südosten Marokkos der Ausgangspunkt der Handelsroute. Die Entfernung betrug 60 Tagesreisen. Was genau gehandelt wurde, wird aus den Berichten der zeitgenössischen Geschichtsschreiber nicht ganz klar. Ibn Hauqal berichtet von arabischen Händlern in Sigilmasa, die ursprünglich aus dem Irak stammten (aus Bagdad, Basra und Kufa), selbst nach Aoudaghost reisten und hier auch zumindest eine Zeit lang gelebt haben dürften. Es gab im Ort eine Handel treibende Oberschicht aus Arabern und Berbern sowie eine weit größere Zahl an dienstbaren Sklaven.
Aus dem Süden kamen Gold und sicher auch Sklaven, die in den Maghreb und von dort weiter nach Osten transportiert wurden. Andere Chronisten schildern eine blühende Stadt mit mehreren Moscheen, nennen aber nicht die Waren, die im Austausch gegen Gold in den Süden gelangten. Al-Bīrūnī (973–1048) erwähnt den Handel von Gold gegen Stoffe aus dem Norden, aber kein Salz. Al-Bakri beschreibt erstmals ausführlich den Abbau und Handel von Salz in der Sahara. Die allgemein geringen Informationen über den Salzhandel in arabischen Quellen lassen vermuten, dass Salz eher regional gehandelt wurde und für die arabischen Fernhändler von geringer Bedeutung war, jedenfalls wurde Salz nicht gegen Gold getauscht.
Nach al-Bakris Beschreibung gediehen in der Oase die schönsten und größten Dattelpalmen und Feigenbäume, es wurden Schafe und Rinder gezüchtet. Weizenfelder seien mit Ledereimern bewässert worden, daneben habe man Gurken, Feigen und Weintrauben angebaut. Die Waren auf dem lebendigen Markt, zu denen neben landwirtschaftlichen Produkten auch Salz gehörte, wurden laut al-Bakri mit Goldstaub bezahlt. Seine Schilderung üppiger Oasengärten dürfte übertrieben gewesen sein, wenn er an anderer Stelle als Importartikel aus dem Norden Weizen, Datteln und Rosinen erwähnt. Auch andere Quellen nennen den Transport von Datteln aus dem Norden in den Sudan. Möglicherweise reichte zu dieser Zeit die Kultur von Dattelpalmen in den Saharaoasen gerade zur Deckung des Eigenbedarfs und erlangte erst später die bis ins 20. Jahrhundert reichende große Bedeutung.
Aoudaghost war der nördlichste Handelsort des Ghana-Reiches, bis er 1054/55 durch die Almoraviden erobert und geplündert wurde. Politische Unruhen und Dürreperioden bremsten später die Entwicklung. Mitte des 12. Jahrhunderts wurde Aouaghost von al-Idrisi als kleine Ansiedlung ohne Händler beschrieben, deren Einwohner Kamelzucht betrieben. Aoudaghost war Teil des Malireichs geworden, vermutlich im 15. Jahrhundert kam die landwirtschaftliche Produktion durch ausbleibende Niederschläge zum Erliegen, im 17. Jahrhundert wurde der Ort endgültig verlassen.

## Stadtbild
Von 1960 bis 1976 fanden unter Leitung der französischen Archäologen Jean Devisse und Denise Robert Ausgrabungen statt, bei denen mehrere Besiedlungsphasen vom Ende des 8. bis zum 14. Jahrhundert unterschieden werden konnten. Die freigelegten Hausgrundrisse ähneln sich in allen Phasen. In der Mitte lag ein Innenhof mit einem Brunnen, der über einen Vorraum und einen Flur betreten wurde. Bis zu drei Wohnräume waren durch Türen vom Hof zugänglich, der teilweise im Schatten einer säulengestützten Überdachung lag. Die Hausruinen der späteren Phase beschränken sich auf einen kleinen Teil der ursprünglichen Stadtanlage.
Von der ältesten bekannten Moschee Mauretaniens blieben im Gebetsraum massive quadratische Pfeiler, kleinere Säulenbasen sowie der Mihrab in der Südostwand erhalten. Angrenzend befand sich ein Hof mit einem Brunnen für die rituelle Waschung (Wudū') und ein weiterer Mihrab.
Im Norden der Stadt liegen unterhalb eines Felshangs die Reste einer Nekropole mit einem aus Steinblöcken aufgeschichteten Tumulus aus vorislamischer Zeit. Das Gräberfeld ist in Nord-Süd-Richtung etwa 700 Meter lang. Die in zwei Bereichen anders orientierten Skelette in den Gräbern lassen sich als in zeitlicher Abfolge unterschiedliche Grade der Islamisierung oder als das Bestehen verschiedener religiöser Traditionen zur selben Zeit interpretieren. Wohnstadt und Nekropole erstrecken sich zusammen über eine Fläche von zwölf Hektar.
400 Meter südlich des Grabungsgeländes befinden sich in einer Felsgrotte Felszeichnungen aus vorchristlicher Zeit, die Jagdszenen und von Pferden gezogene Streitwagen zeigen.
Am 14. Juni 2001 wurde Aoudaghost in die Tentativliste des UNESCO-Welterbes aufgenommen.

## Sonstiges
Der Science-Fiction-Autor Bruce Sterling hat der Stadt in seiner Sammlung Crystal Express eine Geschichte gewidmet, die damit spielt, dass die einst florierende Metropole heute nur noch eine Randnote der Geschichte ist.